# Civezza
Civezza är en ort och kommun i provinsen Imperia i regionen Ligurien i Italien. Kommunen hade 591 invånare (2018).